# Agence spatiale turque
L'Agence spatiale turque (turc : Türkiye Uzay Ajansı, TUA) est une agence gouvernementale de recherche aérospatiale nationale en Turquie. Elle a été officiellement créée par un décret présidentiel du 12 décembre 2018,.

## Description
Basée à Ankara, l'agence est subordonnée au Ministère de la Science et de la Technologie (en). Avec la création de la TUA, le Département des technologies aéronautiques et spatiaux du Ministère des Transports et des Infrastructures (en) a été aboli. La TUA préparera des plans stratégiques comprenant des objectifs à moyen et long terme, des principes et approches de base, des objectifs et des priorités, des mesures de performance, des méthodes à suivre et une allocation de ressources pour les sciences et technologies aérospatiales.
TUA travaille en étroite relation avec l'Institut de recherche sur les technologies spatiales de TÜBİTAK (tr) (en turc : TÜBİTAK Uzay Teknolojileri Araştırma Enstitüsü). Il est administré par un conseil exécutif de sept membres. Le mandat des membres du conseil, à l'exclusion du président, est de trois ans,.

## Directeur général
- Serdar Hüseyin Yıldırım[7], 2018-